# Otto Stapf (général)
Pour les articles homonymes, voir Otto Stapf (homonymie).
Otto Stapf (13 novembre 1890 à Hellmitzheim - 30 mars 1963 à Munich) est un General der Infanterie allemand qui a servi au sein de la Heer dans la Wehrmacht pendant la Seconde Guerre mondiale.
Il a été récipiendaire de la Croix de chevalier de la Croix de fer. Cette décoration est attribuée pour récompenser un acte d'une extrême bravoure sur le champ de bataille ou un commandement militaire avec succès.

## Biographie
Otto Stapf s'engage le 1er août 1910 dans l'armée bavaroise en tant que porte-drapeau et est promu lieutenant le 28 octobre 1912 dans le 22e régiment d'infanterie royal bavarois (de).

## Promotions
| General der Infanterie | 1er octobre 1942 |
| Generalleutnant        | 1er février 1941 |
| Generalmajor           | 1er avril 1939   |
| Oberst                 | 1er août 1935    |
| Oberstleutnant         | 1er octobre 1933 |
| Major                  |                  |
| Hauptmann              |                  |
| Oberleutnant           |                  |
| Leutnant               | 28 octobre 1912  |
| Fahnenjunker           | 1er août 1910    |

## Décorations
- Croix de fer (1914)
  - 2e Classe
  - 1re Classe
- Insigne des blessés (1914)
  - en Noir
- Ordre du mérite militaire de Bavière 4e Classe avec glaives et couronne
- Croix de Frédéric 1re Classe
- Croix d'honneur
- Agrafe de la Croix de fer (1939)
  - 2e Classe
  - 1re Classe
- Croix du Mérite de guerre avec glaives
  - 2e Classe
  - 1re Classe
- Croix de chevalier de la Croix du Mérite de guerre avec glaives
  - Croix de chevalier le 10 septembre 1944 en tant que General der Infanterie et Chef de la Wehrmachtwirtschaftstab Ost[1]
- Croix de chevalier de la Croix de fer
  - Croix de chevalier le 31 août 1941 en tant que Generalleutnant et commandant de la 111. Infanterie-Division[1]